# James Lane Allen
James Lane Allen (Lexington, 21 de dezembro de 1849 — Nova Iorque, 18 de fevereiro de 1925) foi um escritor americano de romances e contos, cujo trabalho inclui o romance A Kentucky Cardinal, representou com frequência a cultura e os dialetos de sua terra natal, o Kentucky. Seu trabalho é característico do regionalismo do final do século XIX, quando os escritores tentaram capturar o vernáculo em sua ficção. Allen tem sido descrito como o “primeiro romancista importante do Kentucky”.

## Biografia
Allen nasceu perto de Lexington, Kentucky, e sua juventude lá, durante os períodos da Guerra Civil, e da Reconstrução influenciaram fortemente seus escritos. Allen graduou-se na Universidade da Transilvânia em 1872, lecionou em Fort Spring, em Richmond e em Lexington, Missouri, e de 1877 a 1879, na academia da Universidade do Kentucky, onde foi diretor e lecionou línguas modernas. Em 1880 foi professor de latim e inglês no Colégio de Bethany, em Bethany, Virgínia Ocidental, e então se tornou diretor de uma escola particular em Lexington, Kentucky.
Posteriormente, desistiu do ensino, em 1893 mudou-se para Nova Iorque, onde se dedicou à literatura e viveu até sua morte. Foi colaborador da Harper's Magazine, The Atlantic Monthly, e de outras revistas populares da época. Allen está sepultado no cemitério de Lexington.

## Trabalhos publicados

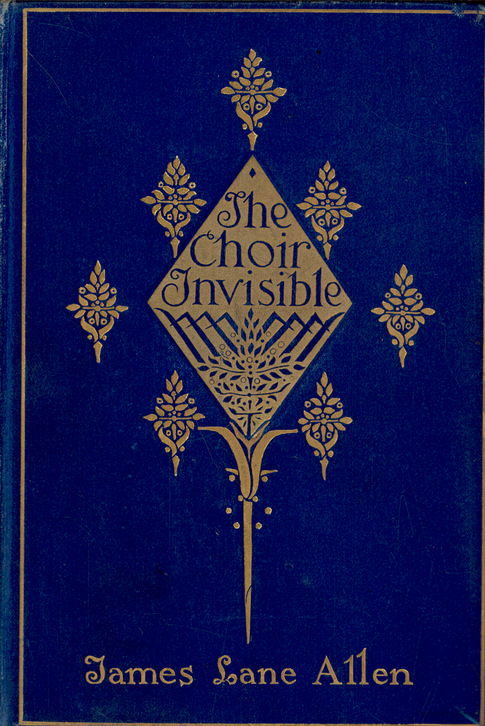
Capa da primeira edição de The Choir Invisible (1897)

Os trabalhos publicados por Allen incluem:
- Flute and Violin (1891) (compilação de histórias publicadas anteriormente)
- The Blue-Grass Region of Kentucky (1892) (segunda compilação)
- John Gray (1893)
- A Kentucky Cardinal (1894)
- Aftermath (1895) (sequência de A Kentucky Cardinal)
- Summer in Arcady (1896)
- The Choir Invisible (1897)
- Two Gentlemen of Kentucky (1899)
- The Increasing Purpose (1900)
- The Reign of Law (1900)
- The Mettle of the Pasture (1903)
- The Bride of the Mistletoe (1909)
- The Doctor's Christmas Eve (1910)
- The Heroine in Bronze (1912)
- The Last Christmas Tree (1914)
- The Sword of Youth (1915)
- A Cathedral Singer (1916)
- The Kentucky Warbler (1918)
- The Emblems of Fidelity (1919)
- The Alabaster Box (1923)
- The Landmark (1925)